# Юхары-Касиль
Юхары-Касиль (азерб. Yuxarı Qəsil) — село в Юхары-Касильском административно-территориальном округе Агдашского района Азербайджана.

## Этимология
Название происходит от слов «юхары» (с азерб. — «верхний») и «Касиль» (ойконим). Название обозначает «Верхний Касиль», так как село расположено выше сел Ашагы Касиль (Нижний Касиль) и Орта Касиль (Средний Касиль).
Прежнее название села — Касиль. Название по одной версии происходит от тюркского слова «гясил», обозначающего «впадина, яма», а по другой — от «кашел», обозначающего пастбище.

## История
Село Касиль в 1913 году согласно административно-территориальному делению Елизаветпольской губернии относилось к Учковахскойму сельскому обществу Арешского уезда.
В 1926 году согласно административно-территориальному делению Азербайджанской ССР село относилось к дайре Ляки Геокчайского уезда.
После реформы административного деления и упразднения уездов в 1929 году был образован Касильский сельсовет в Агдашском районе Азербайджанской ССР.
Согласно административному делению 1961 и 1977 года село Юхары-Касиль входило в Касильский сельсовет Агдашского района Азербайджанской ССР.
В 1999 году в Азербайджане была проведена административная реформа и внутри Касильского административно-территориального округа был учрежден Юхары-Касильский муниципалитет Агдашского района.

## География
Юхары-Касиль расположен на правом берегу реки Турианчай.
Село находится в 4 км от райцентра Агдаш и в 235 км от Баку. Ближайшая железнодорожная станция — Ляки.
Село находится на высоте 54 метров над уровнем моря.

## Население
| Численность населения | Численность населения | Численность населения | Численность населения | Численность населения |
| 1886                  | 1981                  | 1985                  | 1999                  | 2009                  |
| --------------------- | --------------------- | --------------------- | --------------------- | --------------------- |
| 515                   | ↗704                  | ↘520                  | ↗867                  | ↗966                  |

В 1886 году в селе жило 515 человек, все — азербайджанцы, по вероисповеданию — мусульмане-сунниты.
Население преимущественно занимается овощеводством, выращиванием зерна, коконоводством и животноводством.

## Климат
| Показатель                           | Янв. | Фев. | Март | Апр. | Май  | Июнь | Июль | Авг. | Сен. | Окт. | Нояб. | Дек. | Год  |
| ------------------------------------ | ---- | ---- | ---- | ---- | ---- | ---- | ---- | ---- | ---- | ---- | ----- | ---- | ---- |
| Средний суточный максимум, °C        | 7,0  | 8,2  | 12,6 | 20,5 | 25,4 | 29,9 | 33,4 | 32,3 | 28   | 21,1 | 14,2  | 9,1  | 20,1 |
| Средняя температура, °C              | 3,0  | 4,2  | 8,1  | 14,7 | 19,5 | 23,9 | 27,1 | 26,1 | 22,2 | 16   | 10    | 5,1  | 15,0 |
| Средний суточный минимум, °C         | −0,9 | 0,2  | 3,6  | 8,9  | 13,7 | 18   | 20,9 | 19,9 | 16,4 | 10,9 | 5,9   | 1,2  | 9,9  |
| Норма осадков, мм                    | 25   | 30   | 35   | 42   | 57   | 42   | 22   | 26   | 27   | 55   | 33    | 27   | 421  |
| Источник: http://en.climate-data.org |      |      |      |      |      |      |      |      |      |      |       |      |      |

Среднегодовая температура воздуха в селе составляет +15 °C. В селе семиаридный климат.

## Инфраструктура
В советское время в селе располагались средняя школа, библиотека, детский сад, медицинский пункт.
В селе расположены почтовое отделение, библиотека, медицинский пункт, кладбище.